# Sheldon (Iowa)
Pour les articles homonymes, voir Sheldon.
Sheldon est une ville située dans les comtés d'O'Brien et de Sioux dans l’État de l'Iowa aux États-Unis.
La ville est située le long de la rivière Floyd. La population de la ville était de 5 188 habitants au recensement de 2010. C'est la plus grande ville du comté d'O'Brien.

## Personnalités
- Dennis Schnurr (1948-), évêque catholique

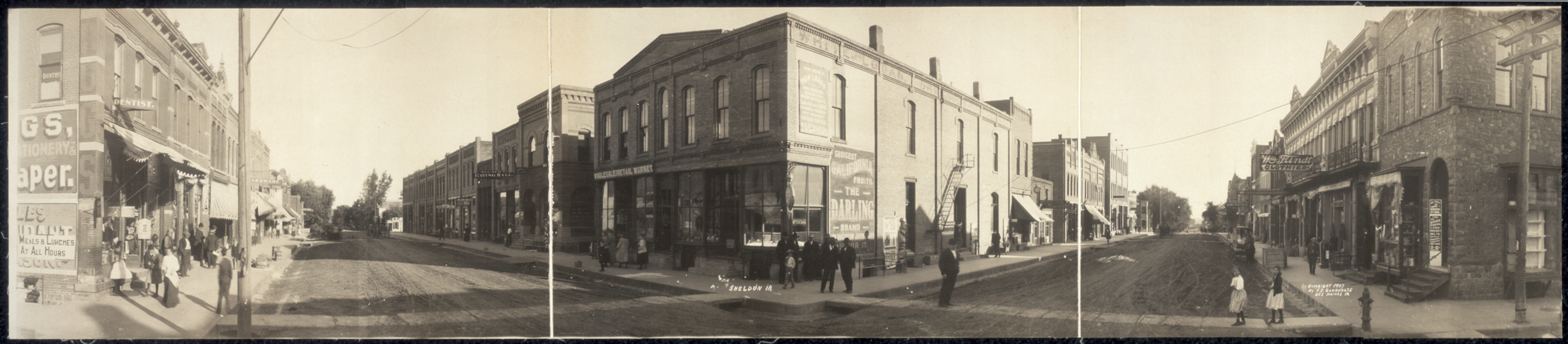
Tirage photographique de la ville vue en 1907

## Source
- (en) Cet article est partiellement ou en totalité issu de l’article de Wikipédia en anglais intitulé « Sheldon, Iowa » (voir la liste des auteurs).